# Parprogrammering

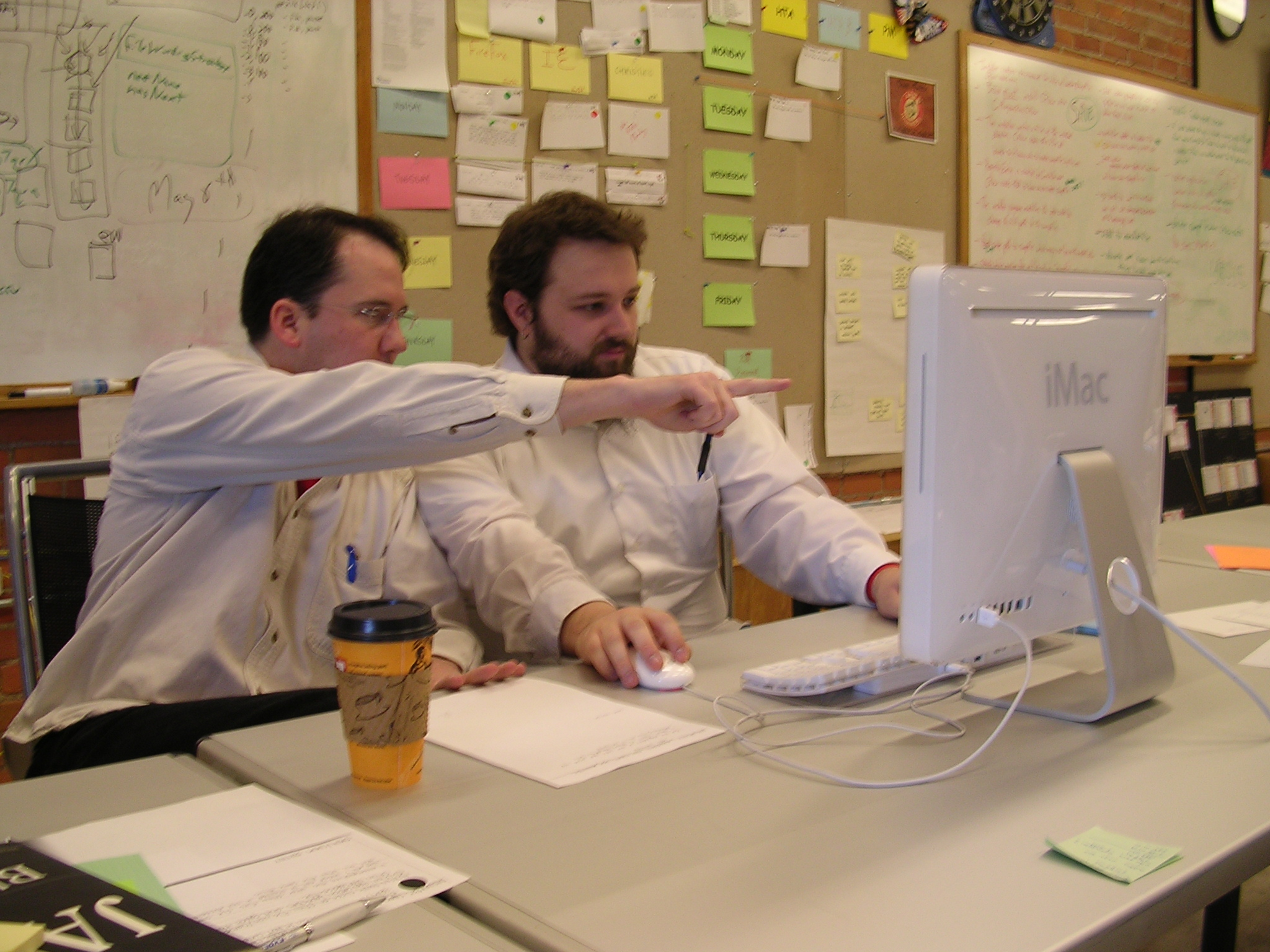
Två medarbetare parprogrammering, 2007

Parprogrammering är en agil arbetsmetod där två programmerare arbetar tillsammans på en arbetsstation. En, föraren, skriver kod medan den andra, observatören eller navigatören, granskar varje kodrad som den skrivs in. De två programmerarna byter roller ofta. 
Under granskningen beaktar observatören också den "strategiska" riktningen av arbetet, och kommer med förbättringar och påpekar sannolika framtida problem att ta itu med. Avsikten är att frigöra föraren att fokusera all sin uppmärksamhet på de "taktiska" aspekterna av att slutföra den aktuella uppgiften.   

## Fallgropar
Det finns indikatorer på att ett par inte fungerar bra: 
- Frånvaro: Om en i paret lutar sig tillbaka och exempelvis: tänker på annat, tittar på telefonen eller gör annat.
- Mäster: Om den mer erfarna i paret "tar över" och kör utan att den andra hänger med så får man inte något bra samspel. Detta leder oftast till frånvaro.